# Petrogale rothschildi
Petrogale rothschildi is een zoogdier uit de familie van de kangoeroes (Macropodidae). De wetenschappelijke naam van de soort werd voor het eerst geldig gepubliceerd door Oldfield Thomas in 1904.

## Kenmerken
P. rothschildi is een grote rotskangoeroe. De bovenkant van het lichaam is goudbruin, met grijsachtige schouders en nek, de onderkant geelbruin. De bovenkant van het hoofd is donkerbruin. De lange staart is bij de wortel goudbruin, maar wordt naar de punt toe steeds donkerder. De kop-romplengte bedraagt 470 tot 600 mm, de staartlengte 550 tot 700 mm en het gewicht 3700 tot 6600 g.

## Leefwijze
Deze soort is voornamelijk 's nachts actief (overdag vindt het dier beschutting in grotten en rotsspleten) en eet planten, voornamelijk grassen.

## Verspreiding
Deze soort komt voor in de Pilbara (noordwestelijk West-Australië), inclusief de Dampier Archipelago. Deze rotskangoeroe leeft in rotsachtige gebieden met grasland.